# 마시모 트로이시
마시모 트로이시(이탈리아어: Massimo Troisi, 1953년 2월 19일 ~ 1994년 6월 4일)는 이탈리아의 배우였다.

## 출연 작품
- 일 포스티노 (1994)
- 스플랜도르 (1988)
- 호텔 콜로니얼 (1987)
- 아임 스타팅 프롬 쓰리 (1981)